# Erna Tauro
Erna Tauro (z d. Pergament; ur. 16 sierpnia 1916 w Viipuri - wówczas w Finlandii,  zm. 4 czerwca 1993 w Sztokholmie) – fińsko-szwedzka kompozytorka i pianistka.

## Życiorys
Erna Tauro urodziła się w Wyborgu w fińsko-żydowskiej rodzinie jako córka Isaka Pergamenta i Rifki z domu Rosenthal oraz siostrzenica kompozytorów Mosesa Pergamenta i Simona Parmeta. Rodzina przeniosła się do Berlina w 1921 roku, a później do Helsinek.  Erna Tauro studiowała grę na fortepianie i teorię muzyki w Berlinie, a według niektórych źródeł studiowała także muzykę w Akademii Sibeliusa w Finlandii. Podczas II wojny światowej pracowała jako pielęgniarka, a także akompaniatorka. W latach 1955–1969 była główną akompaniatorką w Lilla Teatern w Helsinkach i skomponowała muzykę do wielu sztuk teatralnych oraz musicali.
Jej kompozycja „Höstvisa” („Jesienna piosenka”) z tekstem Tove Jansson zdobyła trzecią nagrodę w Konkursie Piosenki Fińskiej 10 listopada 1965 roku. W tym samym roku zdobyła drugie miejsce z piosenką „Den gamla brudkläderskan” („Stara panna młoda”) z tekstem Huldéna Everta.
W 1944 r. wwyszła za mąż za Risto Ilmari Tauro. Ich córka urodziła się w 1945 roku. Rozwiedli się w 1950 r.
W 1969 roku Tauro otrzymała stanowisko dyrektorki muzycznej Skrzypka na dachu w Sztokholmie, a w 1977 roku otrzymała obywatelstwo szwedzkie i osiedliła się na stałe w stolicy kraju. Zmarła w 1993 r.
Tauro jest najbardziej znana z piosenek o Muminkach, serii książek dla dzieci autorstwa Tove Jansson, mających adaptacje filmowe i teatralne. Muzyka do ostatniej sztuki, Kungen i Mumindalen (Król Doliny Muminków), została ukończona przez kompozytora Mikę Pohjolę po śmierci Jansson i Tauro (premiera w sierpniu 2008 roku).

## Upamiętnienie
W 2010 roku powołano fundusz stypendialny, przyznający stypendium Erny Tauro, którego celem jest wspieranie młodych fińskich artystów teatru muzycznego.
Wydawnictwo Bonnier wydało po śmierci Tauro w 1993 roku śpiewnik Visor från Mumindalen. Publikacja zawiera wszystkie piosenki do Muminków napisane przez Tauro, a także kilka nieskomponowanych tekstów Tove Jansson. Płyta CD z Piosenkami Muminków wydana w 2005 roku zawiera aranżacje kompozycji piosenek Tauro autorstwa Miki Pohjoli. Piosenki zostały również wydane w języku angielskim na płycie o nazwie Moomin Voices.

## Utwory
- Kahdeksikko, musical
- Oli kevät, musical
- Guldbröllop, musical
- Höstvisa
- Den gamla brudkläderskan
- Troll i kulisserna